# Margarita de Mayo Izarra
Margarita de Mayo Izarra (Polán, Toledo, 20 de julio de 1889- Madrid, 1969) fue una escritora, investigadora y periodista española.

## Trayectoria profesional
Margarita de Mayo, tras obtener el título de maestra de Primera Enseñanza Superior, inició una carrera como profesora en una escuela graduada de niñas en Valdepeñas (Ciudad Real), desde 1914 a 1918.
Desde mediados del año 1918 trabajó en la secretaría de la Junta de Ampliación de Estudios e Investigaciones Científicas (JAE),  encargándose, desde finales de ese mismo año hasta 1924, de impartir clases en el Instituto-escuela en la sección preparatoria. Durante esa época residió en la Residencia de Señoritas, fundada por María de Maeztu, y donde impartió clases como profesora del grupo de niñas de la Residencia.
En 1921 se le otorgó una pensión para pasar el curso escolar en Gran Bretaña, donde consiguió una plaza en el King's College for Women de Londres. A su vuelta siguió colaborando con Maeztu como residente y trabajadora del Instituto Escuela y la Residencia.
En 1924 fue pensionada de la JAE para asistir al Vassar College de Nueva York, donde acabó siendo miembro permanente del Departamento de Español hasta que en el año 1956 se jubiló. Allí compartió espacio con la química Pilar de Madariaga y la musicóloga Sofía Novoa, vinculadas también a la Residencia de Señoritas y al Instituto Escuela. En 1948 se doctoró con la tesis El estilo de Gabriel Miró.
De su trabajo, la parte más conocida es la de su faceta periodística. Sus comienzos como periodista fueron en los años 30, cuando comenzó a publicar en prensa de provincias como El Bien Público, diario monárquico de Mahón, o las madrileñas La Correspondencia Militar, Madrid Científico o Nuevo Mundo. En ocasiones firmaba sus artículos como  M. de Mayo Izarra, y en sus artículos trataba de dar a conocer a los lectores españoles ciudades norteamericanas como Nueva York, entre otras; y del modo de vida de los estadounidenses.

## Obras[3]
- Lluvia de Hijos, farsa cómica en tres actos (1915)
- Nuestros prosistas y poetas. Burgos, [s.a.].
- Galdós (selección de textos por Margarita de Mayo) 1922.
- Tradiciones y leyendas de Toledo. Burgos, [s.a.].[7]
- Obras de Benito Pérez Galdós (edición literaria a cargo de Margarita de Mayo). 1935.